# Fraser
Rijeka Fraser je najveća rijeka u Britanskoj Kolumbiji na sjeverozapadu Kanade,  duga 1 370 km.

## Zemljopisne karakteristike
Fraser izvire iz jezera Yellowheada u Stjenovitim planinama na granici Britanske Kolumbije i Alberte, odatle teče u smjeru jugozapada, da napravi veliki luk prema jugoistoku i na kraju se ulije u Tihi ocean kod Tjesnaca Georgia pored Vancouvera.
Fraser posjeduje slijev velik oko 238 000 km², koji se proteže po Britanskoj Kolumbiji, relativno netaknutom kraju prepunom šuma, od kog preko 70 % leži iznad 900 m nadmorske visine, tako da rijeka ima brojne spektakularne kanjone. 
Prosječni istjek Frasera je 3 475 m3/s.

## Povezane stranice
- Popis najdužih rijeka na svijetu

## Vanjske poveznice
- Fraser River na portalu Encyclopædia Britannica (engl.)